# أسماء بن حارثة الأسلمي
أسماء بن حارثة الأسلمي صحابي، وأخو هند بن حارثة وكانا يخدمان النبي محمد ﷺ.

## سيرته
هو أسْمَاء بن حَارِثَة بن هِنْد بن عبد الله بن غياث بن سعد بن عمرو بن عامر بن ثعلبة بن مالك بن أفصى. قاله أبو عمر، وقيل في نسبه غير ذلك. قال ابن الكلبي: أسماء بن حارثة بن سعيد بن عبد اللّه بن غياث بن سعد بن عمرو بن عامر بن ثعلبة بن مالك، ومالك بن أفصى هو أخو أسلم، وكثيرًا يضاف ابنا مالك إلى أسلم، فيقال أسلمي)) ((حارثة: بالحاء المهملة والثاء المثلثة،)) هو أخو هند بن حارثة،، وكان أَسماء وهِنْد من أهل الصُّفّة.)) ((من ولد أسماء بن حارثة غَيْلان بن عبد الله بن أسماء بن حارثة، كان من قُوّاد أبي جعفر المنصور، وكان له ذكر في دعوة بن العبّاس)).

## خدمته للرسولﷺ
عن أبي هريرة قال: ما كنت أظن هنداً وأسماء إبني حارثة الأسلميين إلا مملوكين لرسول الله صَلَّى اللهُ عَلَيْهِ وَسَلَّمَ. قال محمد بن عمر: كانا يخدمانه، لا يريمان بابه هما وأنس بن مالك.

## إرسال النبي محمد له
بعثه رسول الله صَلَّى اللهُ عَلَيْهِ وَسَلَّمَ يأمر قومه بالصيام يوم عاشوراء، وهو أسماء بن حارثة - فحدث يحيى بن هند عن أسماء بن حارثة أن رسول الله صَلَّى اللهُ عَلَيْهِ وَسَلَّمَ بعثه فقال: مر قومك بصيام هذا اليوم. قال: أرأيت إن وجدتهم قد طمعوا؟ قال: فليتموا آخر يومهم. وعن حبيب بن هند بن أسماء الأسلمي عن أبيه هند قال: بعثني رسول الله صَلَّى اللهُ عَلَيْهِ وَسَلَّمَ إلى قوم من أسلم فقال: مر قومك فليصوموا هذا اليوم، يوم عاشوراء، ومن وجدت منهم أكل في أول يومه فليصم آخره 

## وفاته
ذكر الواقدي أن وفاة أسماء كانت سنة ست وستين بالبصرة، وعمره ثمانين سنة، وكان من أهل الصُّفَّة، وقال غير الواقدي: مات في خلافة معاوية أيام زياد، وكان موت زياد سنة ثلاث وخمسين.